# Psara periusalis
Psara periusalis là một loài bướm đêm trong họ Crambidae.